# Dyweń
Dyweń (ukr. Дивень) – wieś na Ukrainie, w obwodzie rówieńskim, w rejonie korzeckim. W 2001 roku liczyła 491 mieszkańców.
Pod koniec XIX w. wieś w powiecie rówieńskim.